# Siruela
Siruela là một đô thị trong tỉnh Badajoz, Extremadura, Tây Ban Nha. Theo điều tra dân số 2006 (INE), đô thị này có dân số là 2.214 người.
38°58′B 05°03′T / 38,967°B 5,05°T